# Савана

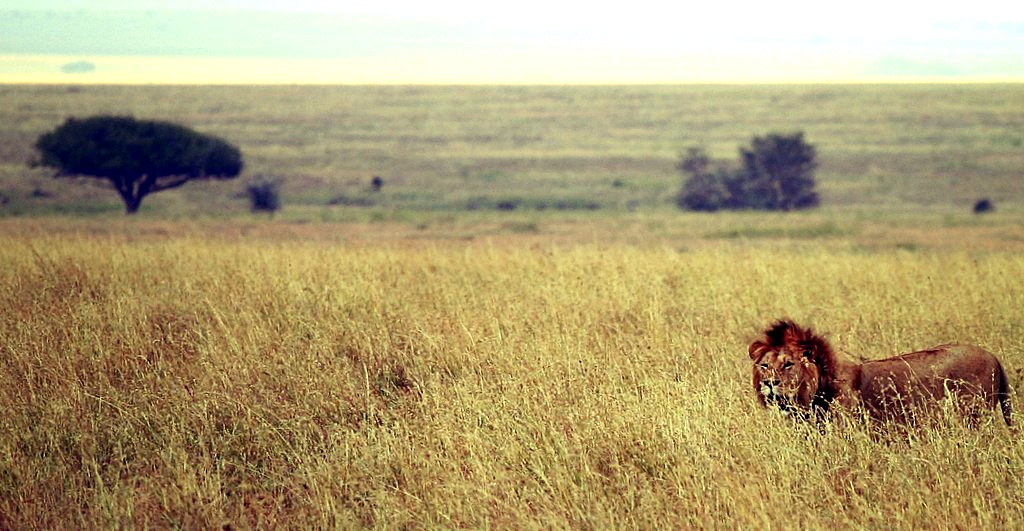
Савана в заповіднику Нґоронґоро, Танзанія

Сава́на (ісп. sabana «простирадло» або від саван, або з карибських мов) — тип тропічної, субтропічної і субекваторіальної рослинності, що характеризується поєднанням трав'яного покриву з окремими деревами, групами дерев, або чагарниками.
Савани формуються на червоних і червоно-бурих ґрунтах в умовах тропічного клімату з різко виявленим сухим та вологим періодами.
У трав'яному покриві савани переважають злаки (заввишки до 3-5 метрів). Деревна рослинність саван представлена баобабами, евкаліптами, акаціями, пальмами тощо.
Савани поширені в Африці, особливо на сході, Південній (льяноси, кампоси) і Центральній Америці, Південно-Східній Азії, Австралії, Індії.
Трав'янистий покрив не суцільний, частіше між дернинами рослин видно червоний латеритний ґрунт. Переважають злаки висотою до 1 метра, іноді навіть до 3, з вузьким і жорстким листям. Якщо не було пожежі, їх залишки зберігаються до майбутнього року, тому ярус трав має в цілому бурий колір. Для саван характерні дерева, що ростуть поодинці або групами, чи мають ряд пристосувань для існування в посушливий період. Багато дерев листопадні, листя вічнозелених дерев дуже жорстке і сильно опушене. Часто листя перисте і рухоме, що дозволяє їм приймати положення, що найкраще захищає від сонячного проміння. Характерні парасолькова форма крони та дуже товста кора. Деякі дерева досягають гігантських розмірів і запасають в стовбурах велику кількість води. Для саван Африки типові парасолькові акації та баобаби — гігантські дерева з дуже товстим стовбуром (до 9 м в поперечнику), які доживають до 5000 років. В Австралії переважають евкаліпти і деревоподібні лілійні. Залежно від тривалості сухого періоду й кількості опадів розрізняють вологі, сухі та колючі савани.
Тварини пристосовані до посухи, характерні міграції птахів і кочівлі великих травоїдних тварин: антилоп, зебр. За стадами кочують хижаки: леви, гепарди, шакали, гієни. В Австралії екологічну роль копитних виконують великі кенгуру. Дуже поширені терміти, чиї житла місцями займають до 30 % території. Випадає від 1000 до 1300 мм опадів в рік.

## Етимологія
Слово походить від іспанського sabana, яке саме є запозиченням з таїно, що означає "безліса трав'яниста місцевість" у Вест-Індії. Літера b в іспанській мові, коли розташована в середині слова, вимовляється майже як англійське v; звідси зміна графеми при транскрипції англійською.
Слово вперше увійшло в англійську мову як Zauana в описі островів королів Іспанії з 1555 року. Це відповідало в орфографії того часу zavana (див. історія літери V). Пітер Мартір повідомив про це як про місцеву назву рівнини навколо Комагре, двору касика Карлоса в нинішній Панамі. Свідчення неточні, але це зазвичай ту рівнину розміщують у нинішньому Мадуганді або в точках на сусідньому узбережжі Гуна-Яла навпроти Уступо чи на Мисі Москітос. Ці території зараз або віддані під сучасні орні землі, або під джунглі.

## Поширення

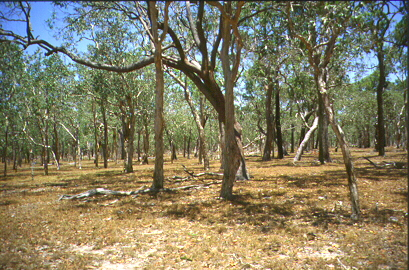
Лісиста савана у Північній Австралії, що демонструє характерне для деяких саван регулярне розташування дерев

Багато трав'янистих ландшафтів та змішаних спільнот дерев, чагарників і трав описувалися як савана до середини 19 століття, коли утвердилася концепція тропічного саванного клімату. На систему класифікації кліматів Кеппена сильно вплинули ефекти температури та опадів на ріст дерев, і надмірно спрощені припущення призвели до концепції класифікації тропічної савани, яка розглядала її як "кліматичний клімакс". Загальновживане використання для опису рослинності тепер конфліктує зі спрощеною, але широко поширеною кліматичною концепцією. Розбіжність іноді призводила до виключення з категорій саван, нанесених на карту, таких областей, як обширні савани на північ і південь від річок Конго і Амазонки.
У різних частинах Північної Америки слово "савана" використовувалося як взаємозамінне з "пустище", "прерія", "галявина", "трав'яниста місцевість" і "дубова савана". Різні автори визначали нижні межі покриття дерев савани як 5–10%, а верхні межі коливаються від 25% до 80% площі. Два фактори, спільні для всіх саванних середовищ, це коливання кількості опадів з року в рік і сезонні лісові пожежі. В Америках, наприклад, у Белізі, Центральній Америці, рослинність савани схожа від Мексики до Південної Америки і Карибського басейну. Розмежування між лісистою місцевістю та саваною є нечітким, і тому їх можна об'єднати в єдиний біом, оскільки як лісисті місцевості, так і савани характеризуються деревами з відкритим пологом, крони яких зазвичай не з'єднуються (переважно утворюючи 25-60% покриття).
У багатьох великих тропічних районах домінуючий біом (ліс, савана чи трав'яниста місцевість) не можна передбачити лише за кліматом, оскільки історичні події також відіграють ключову роль, наприклад, пожежна активність. У деяких районах, дійсно, можливе існування кількох стабільних біомів. Савани іноді можуть класифікуватися як ліси.
У кліматичній геоморфології було відзначено, що багато саван зустрічаються в районах педипленів та останців. Було висунуто припущення, що річкова ерозія не є домінуючою, але річки в ландшафтах савани більше ерозують через латеральну міграцію. Затоплення та пов'язаний площинний змив були запропоновані як домінуючі ерозійні процеси на рівнинах савани.

## Екологія
Савани тропічної Америки включають широколисті дерева, такі як Куратела, Бірсоніма та Бовдіхія, з травами, такими як Леєрсія та Паспалум. Бобова рослина Прозопіс поширена в аргентинських саванах. У східноафриканських саванах Акація, Комбретум, баобаби, Борассус та Молочай є поширеними родами рослинності. Сухіші савани там характеризуються колючими чагарниками та травами, такими як Andropogon, Гіпаренія та Темеда. Вологіші савани включають дерева Брахістегія та Пеннісетум пурпуровий, а також слонову траву. Дерева західноафриканської савани включають Аногейсус, Комбретум та Стрихнос. Індійські савани здебільшого розчищені, але в заповідних зонах зустрічаються Акація, Мімоза та Зизифус над трав'яним покривом, що включає Сехіма та Діхантіум. Австралійська савана багата на склерофільну вічнозелену рослинність, яка включає евкаліпт, а також Акацію, Баугінію, Пандан з травами, такими як Гетеропогон та кенгурова трава (Темеда).
Тварини африканської савани зазвичай включають жирафу, слона, буйвола, зебру, гну, бегемота, носорога та антилопу, які залежать від трави та/або листя дерев для виживання. В австралійській савані переважають ссавці родини Кенгурові, такі як кенгуру та валлабі, хоча велика рогата худоба, коні, верблюди, осли та Азійський водяний буйвіл, серед інших, були інтродуковані людьми.